# اندره بورسترا
اندره بورسترا (انگلیسی: André Boerstra; ۱۱ دسامبر ۱۹۲۴ – ۱۷ مارس ۲۰۱۶) بازیکن هاکی روی چمن اهل پادشاهی هلند بود.